# جایزه رامون مگسیسی
جایزه رامون مگسیسی جایزه سالانه ای است که برای تداوم صداقت در حکومت‌داری، خدمت شجاعانه به مردم و آرمان‌گرایی عملی در جامعه دموکراتیک توسط رئیس‌جمهور سابق فیلیپین رامون مگسیسی تعیین شده‌است. این جایزه در آوریل ۱۹۵۷ توسط متولیان صندوق برادران راکفلر مستقر در شهر نیویورک و با همفکری دولت فیلیپین تأسیس گردید.

## پیش‌زمینه
این جایزه به نام رامون مگسیسی، سومین رئیس‌جمهور جمهوری فیلیپین پس از جنگ جهانی دوم نامگذاری شده‌است. بنیاد جایزه رامون مگسیسی این جایزه را به افراد آسیایی می‌دهد که در رشته‌های مربوط به خود برتری کسب کنند. این جوایز در شش بخش اعطا می‌شد که پنج مورد دیگر در سال ۲۰۰۹ متوقف شد:
- خدمات دولتی (۱۹۵۸–۲۰۰۸)
- خدمات عمومی (۱۹۵۸–۲۰۰۸)
- رهبری جامعه (۱۹۵۸–۲۰۰۸)
- روزنامه‌نگاری، ادبیات و هنرهای ارتباطی خلاق (۱۹۵۸–۲۰۰۸)
- صلح و تفاهم بین‌المللی (۱۹۵۸–۲۰۰۸)
- رهبری اضطراری (۲۰۰۱–)
- دسته‌بندی نشده (۲۰۰۹–)

## پیشینه
در ماه مه ۱۹۵۷، هفت فیلیپینی برجسته به هیئت امنای مؤسس بنیاد جایزه رامون مگسیسی پیوست، شرکتی غیرانتفاعی که وظیفه اجرای برنامه جوایز را داشت. بعداً، هیئت امنا متنوع و شامل آسیایی‌های برجسته از سراسر قاره آسیا و جزایر دور افتاده گردید.
بنیاد جایزه رامون مگسیسی افراد و سازمانهایی را در آسیا بدون در نظر گرفتن نژاد، عقیده، جنسیت یا ملیت که در رشته‌های مربوط به خود متمایز باشند و سخاوتمندانه به دیگران کمک کرده‌اند بدون پیش‌بینی به رسمیت شناختن از مردم، تشکر و قدردانی می‌کند. این جوایز به‌طور سنتی در پنج دسته اهدا می‌شود: خدمات دولتی؛ خدمات عمومی؛ رهبری جامعه؛ روزنامه‌نگاری، ادبیات و هنرهای ارتباطی خلاق؛ و صلح و تفاهم بین‌المللی.

## برندگان
برندگان جوایز رامون مگسیسی از مناطق مختلف آسیا می‌آیند، اگرچه مواردی وجود دارد که برندگان از کشورهای خارج از آسیا آمده‌اند طوریکه در کشورهای آسیایی خدمت کرده‌اند، کار کرده‌اند یا موفق به انجام کاری شده‌اند، اعطا می‌شود. از سال ۲۰۱۶، گیرندگان جوایز از بیست و دو کشور آسیایی از جمله سیما سمر از افغانستان می‌باشند.